# Ротенко, Андрей Иванович
Андрей Иванович Ротенко (18 ноября 1924 — 20 мая 1968)  — советский военнослужащий, участник Великой Отечественной войны, Герой Советского Союза, стрелок 487-й отдельной разведывательной роты (218-я стрелковая дивизия, 47-я армия, Воронежский фронт), красноармеец.

## Биография
Родился 18 ноября 1924 года на хуторе Михайловский ныне Александровского района Ставропольского края.
В Красной Армии с августа 1942 года.
24 сентября 1943 года одним из первых переправился через Днепр южнее села Пекари (Каневский район Черкасской области Украины). Захватил в плен вражеского радиста-наблюдателя, который сообщил важные сведения о расположении противника на этом участке.
Указом Президиума Верховного Совета СССР от 3 июня 1944 года за мужество, отвагу и героизм красноармейцу Ротенко Андрею Ивановичу присвоено звание Героя Советского Союза с вручением ордена Ленина и медали «Золотая Звезда».
После войны демобилизован. Вернулся на родину. Погиб 20 мая 1968 года.